# بوب ماير
بوب ماير (بالإنجليزية: Bob Meyer)‏ هو لاعب كرة قاعدة أمريكي، ولد في 4 أغسطس 1939 في توليدو في الولايات المتحدة.

## وصلات خارجية
- بوب ماير على موقعبيزبول رفرنس.كوم (الدوري الرئيسي) (الإنجليزية)
- بوب ماير على موقعبيزبول رفرنس.كوم (الدوري الثانوي) (الإنجليزية)